# Port Sorell
Port Sorell is een plaats in de Australische deelstaat Tasmanië en telt 2211 inwoners (2006).